# Сессорий

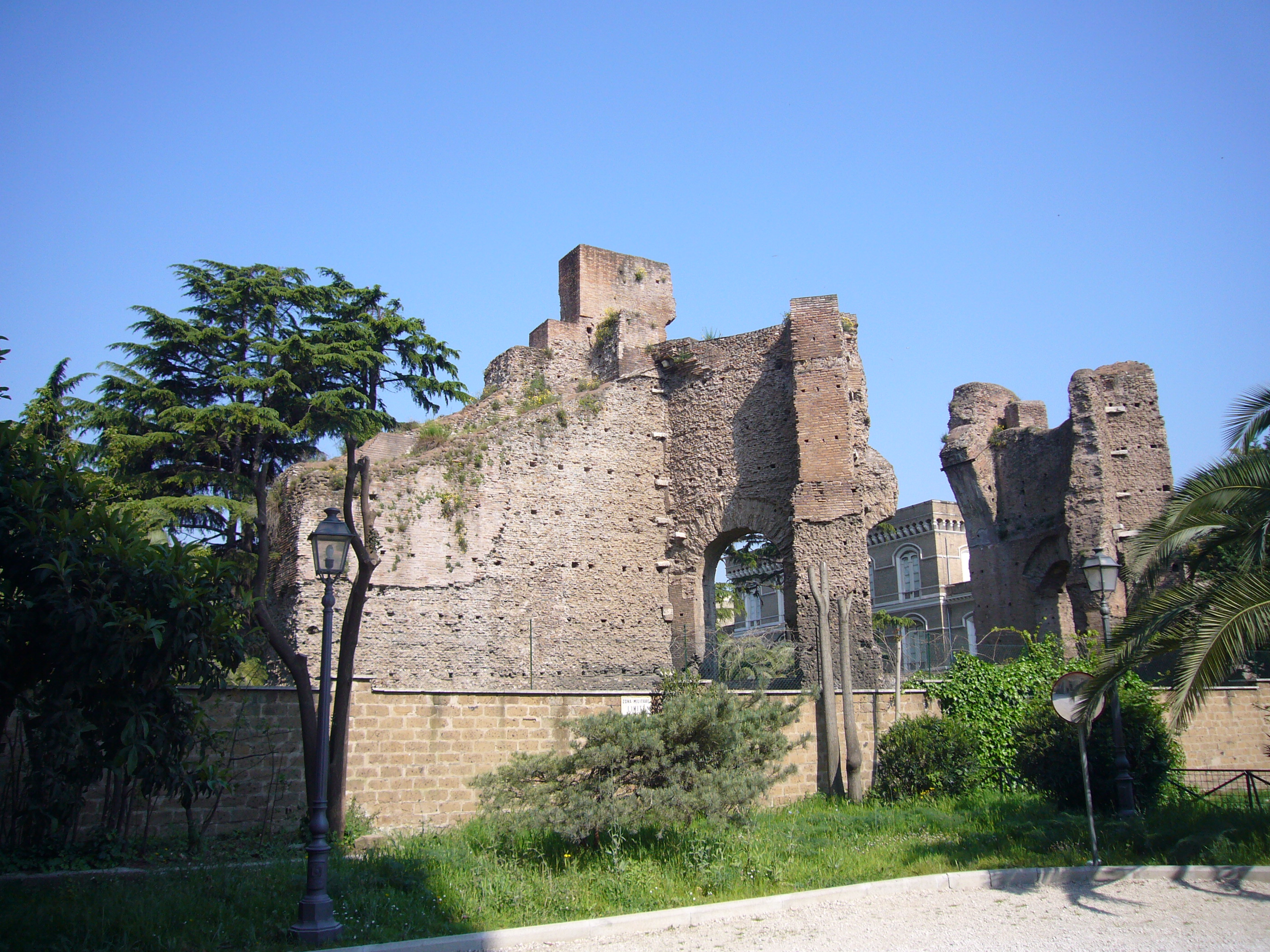
Экседра приёмного покоя Сессория

Сессорий (лат. Sessorium) — древнеримская императорская резиденция III—IV вв. н. э., находившаяся на юго-восточной окраине античного Рима, в V округе. Помимо дворцовых построек в состав комплекса включают амфитеатр Castrense и Варианов цирк (Circus Varianus).

## Название
В античных источниках эта местность упоминается как Spes Vetus или ad Spem Veterem, то есть «Старая Надежда» или «у старой Надежды», поскольку ещё в республиканские времена здесь стоял храм богини Спес (Надежды), который стали называть старым после постройки в III до н. э. второго храма Спес на Овощном рынке.
Название «Сессорий» не встречается в письменных источниках до VI века н. э., если не считать одного сомнительного упоминания у Плутарха: описывая события Года четырёх императоров, он использует этот топоним для обозначения места, где приводились в исполнение смертные приговоры императоров (не уточняя расположение места).
Раннесредневековый Аноним Валезия упоминает «дворец, называемый Сессорием», описывая казнь остготского комита Одоина в 500 году. К той же эпохе относится упоминание Сессория в двух комментариях — в качестве места на Эсквилине, где хоронят нищих и преступников.

## История
Во II веке к юго-востоку от стен города состоятельные римские семьи разбили множество садов. Здесь, на Эсквилине, в одной из самых высоких точек города, в Рим входили сразу восемь из одиннадцати акведуков Рима, что создавало благоприятные условия для садоводства. Впоследствии многие из этих садов перешли в собственность императора.
По археологическим данным (клейма на кирпичах и свинцовых трубах) начало масштабного строительства на этом месте датируют правлением Септимия Севера (193—211 годы), а окончание — правлением Элагабала (218—222 годы).
При Септимии Севере сложилось жилое ядро дворцовых построек, термы и длинный (более 350 м) портик с колоннадой. При Каракалле (211—217 годы) вдоль Лабиканской дороги был сооружён внушительных размеров (620 × 133 м) Варианов цирк (унаследовавший имя от находившихся здесь ранее садов семейства Вариев). Амфитеатр был завершён при Элагабале.
После Элагабала резиденция была на много десятилетий оставлена императорами. Это связывают с попыткой покушения Элагабала на его двоюродного брата (и приёмного сына) Александра: «сады старой Надежды» упоминаются в контексте подготовки покушения и как место, куда мятежные преторианцы, сторонники Александра, пришли, чтобы схватить Элагабала. Когда Александр после убийства Элагабала стал императором, то не пожелал жить в этой резиденции, предпочтя ей Палатин.

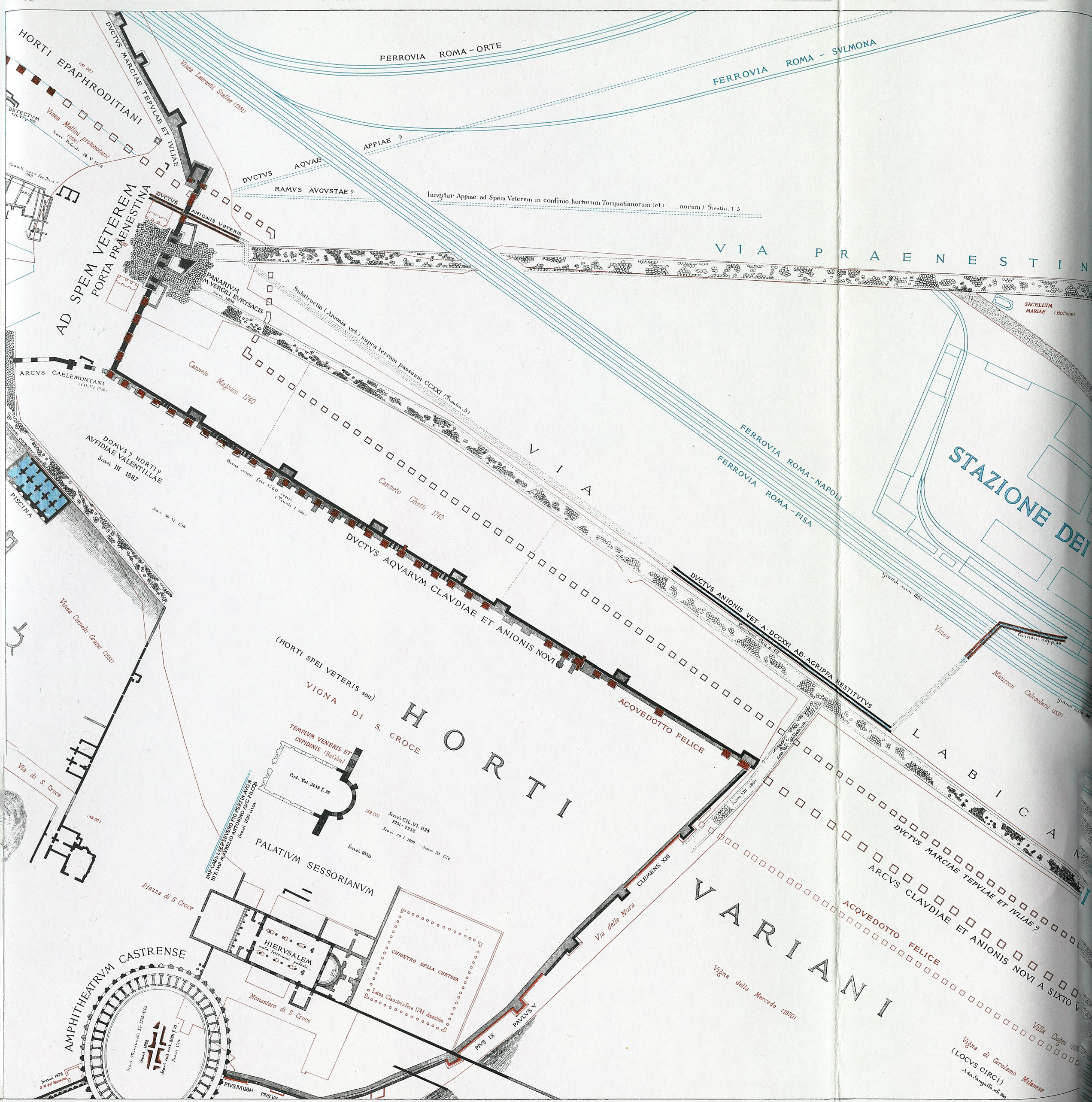
Фрагмент карты Forma Urbis Romae Родольфо Ланчани (1901), изображающий юго-восток античного Рима, в том числе постройки Сессория (нижняя половина)

В конце III века резиденция была расчленена на две части проложенной через неё стеной Аврелиана. Часть, оказавшаяся вне города (в том числе цирк), была разрушена. Внутренняя часть вновь стала императорской резиденцией в начале IV века.
В Сессории жила Елена Равноапостольная, мать Константина Великого. При Константине или его сыновьях один из залов дворца был превращён в церковь (Basilica Heleniana), где хранились реликвии, привезённые Еленой из Иерусалима, в том числе, фрагмент Креста Господня. На основе этой церкви в XII веке была построена базилика Санта-Кроче-ин-Джерусалемме, одна из семи паломнических церквей Рима.

## Описание
В настоящее время от дворцового комплекса, помимо амфитеатра Castrense, сохранилась отдельно стоящая экседра главного приёмного покоя дворца (ок. 320 года), а также прямоугольный вестибюль (36,5 × 21,8 м), инкорпорированный в церковь Санта-Кроче-ин-Джерусалемме (кладку эпохи Септимия Севера можно увидеть на северной стене базилики).
Некоторые исследователи относят к комплексу Сессория также термы Елены, руины которых видны на via Eleniana к северо-западу от базилики Санта-Кроче.